# Roodepoort
Roodepoort is een Zuid-Afrikaanse plaats met 325.000 inwoners, gelegen ten westen van Johannesburg in de provincie Gauteng, en maakt deel uit van de Witwatersrand.
De naam verwijst naar de rode grond, die veel voorkomt in de omgeving.

## Geschiedenis
Het dorp heeft zijn ontstaan te danken aan de ontdekking van goud in de buurt. In 1888 is er een mijnkamp gesticht op de plek waar nu Roodepoort ligt. Gemeenterecht krijgt het dorp in 1903. In 1949 is het dorp door een grote orkaan getroffen, die veel mensen dakloos heeft gemaakt en destijds veel materiële schade aangericht heeft. Op 1 mei 2008 werden hier vier leden van de familie Bijkersma vermoord, een van de zogenaamde Plaasmoorde.

## Subplaatsen
Het nationaal instituut voor de statistiek, Stats SA, deelt sinds de census 2011 deze hoofdplaats in in 67 zogenaamde subplaatsen (sub place), waarvan de grootste zijn:
Allen's Nek • Cosmo City • Florida • Groblerpark • Helderkruin • Matholesville • Princess • Radiokop • Roodekrans • Weltevredenpark • Wilgeheuwel • Witpoortjie • Zandspruit SP.

## Bezienswaardigheden
- Kloof-en-dal Natuurreservaat - Een van de oorspronkelijke mijnen uit de omgeving.
- Roodepoort museum - Museum met o.a. geschiedenis over Roodepoort.
- Witwatersrand botanische tuin - Veel natuurschoon, formele tuinen en een waterval.

## Scholen
- Technikon RSA
- Roodepoort Kollege
- Verscheidene privéinstanties zoals Damelin, CTI, enz.

## Wijken
- Delarey
- Maraisburg, vernoemd naar de voormalige grondeigenaar van het gebied waar deze plaats nu op ligt, A.P. Marais.
- Hamberg, vernoemd naar de grondeigenaar J.N. van den Berg en zijn zaakgelastigde, Hamman.
- Florida, vernoemd naar het natuurschoon in de Amerikaanse staat Florida.
- Durban Deep
- Roodepoort
- Georginia
- Ontdekkers (Discovery)
- Roodepoort-Noord
- Horison
- Lindhaven
- Witpoortjie
- Culembeeck
- Constantia Kruin
- Kloof-en-dal
- Horison-view
- Helderkruin
- Roodekrans
- Little Falls
- Weltevredenpark
- Florida Hills
- Ruimsig (Een van de snelst groeiende wijken in Zuid-Afrika)